# Triftern
Triftern là một đô thị trong huyện Rottal-Inn bang Bayern thuộc nước Đức.